# Llista de misses de Haydn
La llista de les misses escrites pel compositor del Classicisme Franz Joseph Haydn es numeren seguint l'ordre cronològic de composició que apareix al New Grove. El Catàleg d'Anthony van Hoboken també les havia posat en un suposat ordre cronològic, però estudis i recerques posteriors han fet canviar aquesta ordenació.
- No. 1a en sol major, Missa Rorate coeli desuper (Hob. 22/3) (vers el1750).
- No. 2 en fa major, Missa brevis (Hob. 22/1) (1750)
- No. 3 en do major, Missa Cellensis, també coneguda com a Cecilienmesse (en honor de Santa Cecília) (Hob. 22/5) (1766)
- No. 4 Missa 'sunt bona mixta malis' (Hob. 22/2) (1768; Fragment)
- No. 5 en mi bemoll major, Missa in honorem Beatissimae Virginis Mariae, també coneguda com a Grosse Orgelmesse (Gran missa amb orgue) (Hob. 22/4) (1766)
- No. 6 en sol major, Missa Sancti Nicolai, o Nicolaimesse (Missa de Sant Nicolau) (Hob. 22/6) (1772)
- No. 7 en si bemoll major, Missa brevis Sancti Joannis de Deo, també coneguda com a Kleine Orgelmesse (Patita missa amb orgue) (Hob. 22/7) (vers el 1775)
- No. 8 en do major, Missa Cellensis, Mariazellermesse (Hob. 22/8) (1782)

Les misses números 9 a 14 formen un grup: cada una va ser composta per a la família Esterházy pr a celebrar l'onomàstica (el 12 de setembre) de la princesa Maria Hermenegild, l'esposa del príncep Nikolaus II i amiga del compositor. La composició d'aquestes misses era una de les obligacions principals de Haydn envers els seus mecenes en aquella època de la seva carrera.
- No. 9 en si bemoll major, Missa sancti Bernardi von Offida, també coneguda com a Heiligmesse (Hob. 22/10) (1796)
- No. 10 en do major, Missa in tempore belli (Mass In Time of War), també coneguda com a Paukenmesse (Missa de les timbales) (Hob. 22/9) (1796)
- No. 11 en re minor, Missa in Angustiis, també coneguda com a Missa Nelson (Hob. 22/11) (1798)
- No. 12 in B flat major, Theresienmesse (que rep el seu nom dels de Maria Teresa de Borbó-Dues Sicílies (emperadriu d'Àustria)) (Hob. 22/12) (1799)
- No. 13 in B flat major, Schöpfungsmesse (Missa de la Creació) (Hob. 22/13) (1801)
- No. 14 in B flat major, Harmoniemesse (Hob. 22/14) (1802).

Aquesta darrera fou la seva última composició de gran format. Poc després va caure malalt, es va anar debilitant i ja no va poder abordar cap altra gran obra.